# Shallow (canción)
«Shallow» es una canción interpretada por Lady Gaga y Bradley Cooper para la película A Star Is Born (2018), dirigida por Cooper y protagonizada por ambos. Fue lanzada el 27 de septiembre de 2018 como primer sencillo de la banda sonora. La canción fue escrita por Gaga en conjunto con Mark Ronson, Andrew Wyatt y Anthony Rossomando, y fue producida por ella misma junto a Benjamin Rice. Su letra, la cual fue basada en los personajes de Jackson y Ally en la película, relata el sentimiento de vacío de ambos frente al estrellato, donde las adicciones y el dolor son comunes. Durante la película, «Shallow» marca el momento en el que Ally canta frente al público por primera vez, lo cual genera su ascenso a la fama.
La canción fue ampliamente aclamada por la crítica, que alabó la voz de Gaga y la atmósfera dramática. Igualmente, la canción se convirtió en un éxito a nivel mundial luego de su lanzamiento, tras alcanzar el número uno en países como Australia, Austria, Canadá, Dinamarca, los Estados Unidos, Irlanda, Noruega, Nueva Zelanda, el Reino Unido, Suecia y Suiza. Igualmente, ingresó al top 5 en Alemania, Bélgica, Francia e Italia. Solo en 2019, vendió 10.2 millones de unidades a nivel mundial, con lo que fue la octava canción más vendida de ese año.
Por otra parte, «Shallow» ganó numerosos reconocimientos, entre estos el Globo de Oro a la Mejor Canción Original y el Premio Óscar a la Mejor Canción Original. Asimismo, «Shallow» recibió dos premios Grammy y fue nominada a las categorías de Canción y Grabación del Año. Medios como el periódico The New York Times y las revistas Billboard y Rolling Stone destacaron a «Shallow» como una de las mejores canciones del 2018. Numerosos artistas versionaron la canción, entre estos Lea Michele, Darren Criss, Kelly Clarkson, Tori Kelly, Alicia Keys y Nick Jonas.

## Antecedentes y lanzamiento

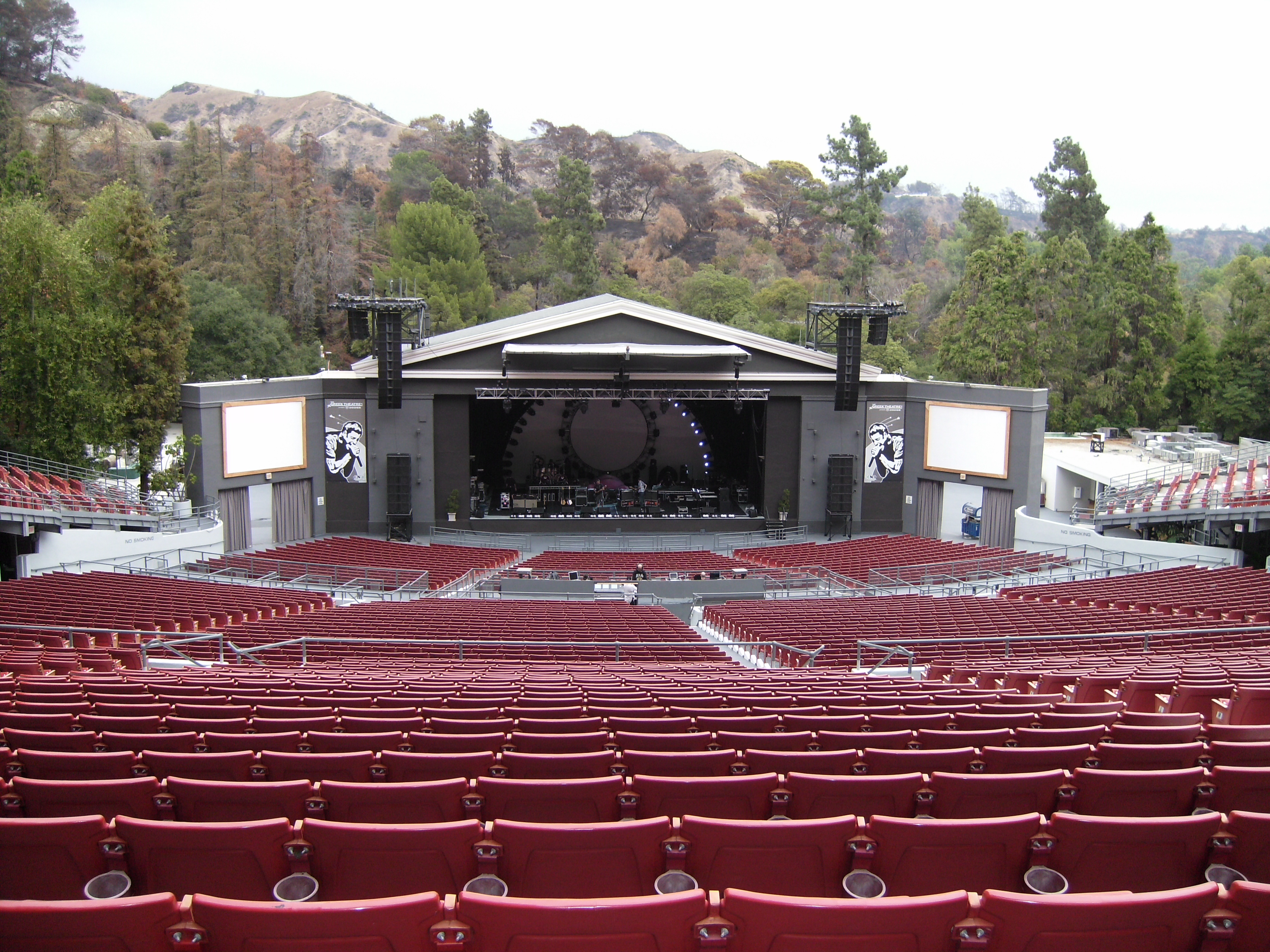
El Greek Theater de Los Ángeles, lugar donde fue grabada la secuencia de «Shallow» en la película.

Después de haber obtenido el papel protagónico de Ally, Gaga comenzó a trabajar en las canciones de la banda sonora para la película. La artista recurrió al productor Mark Ronson, con quien había trabajado recientemente en su álbum Joanne (2016). En la película, «Shallow» es utilizada por primera vez durante una conversación entre Ally y Jackson (personaje interpretado por Bradley Cooper) en un estacionamiento, cuando ambos comienzan a contar sus experiencias y lo duro que es el ascenso a la fama. Jackson le cuenta a Ally que su madre falleció durante el parto, y su padre tiempo después cuando él tenía 12 años. En ello, Ally improvisa un verso donde relata el sentimiento de vacío de Jackson en el mundo. Acto seguido, canta otro fragmento de la letra diciendo que fue una idea que escribió días antes, lo cual se convierte en la base de «Shallow». Sorprendido por sus dotes como cantante y compositora, Jackson invita a Ally a uno de sus conciertos, que tendrá lugar ese mismo día. Al principio, Ally rechaza la oferta pero finalmente decide asistir. Durante el concierto, Jackson le revela a Ally que le hizo un arreglo a los versos que le cantó en el estacionamiento y la invita a cantar. Aunque también se muestra reacia al principio, Ally termina por subir al escenario y juntos interpretan «Shallow» por primera vez en vivo. Tras el concierto, un vídeo grabado por un seguidor se vuelve viral y comienza el ascenso a la fama de Ally. Finalmente, «Shallow» se convierte en la canción insignia de la relación entre Ally y Jackson, y ambos pretendían cantarla a dueto nuevamente en uno de los conciertos de Ally en The Forum, pero Jackson no se presenta al concierto y finalmente Ally la canta sola.
La secuencia del concierto de Jackson fue grabada el 2 de mayo de 2017 en el Greek Theatre de Los Ángeles, donde Cooper invitó a más de 2000 seguidores de Gaga para trabajar como extras. Por otra parte, la secuencia del concierto de Ally fue grabada el 8 de agosto del mismo año en un concierto de Gaga en The Forum como parte de su Joanne World Tour. «Shallow» fue publicada por primera vez en junio de 2018 en el tráiler de A Star Is Born. Posteriormente, el 27 de septiembre de ese año, fue lanzada oficialmente como el primer sencillo de la banda sonora. Ese mismo día se publicó el videoclip de la canción, que muestra la secuencia donde Ally y Jackson la interpretan por primera vez en la película además de otras escenas.

## Composición y grabación
Una vez habiendo recibido el guion, Gaga comenzó a trabajar en conjunto con Mark Ronson, Andrew Wyatt y Anthony Rossomando, quienes se enfocaron principalmente en «Shallow» ya que era la canción pensada para los créditos. En el guion original, se tenía pensado que Jackson muriese ahogado, por lo que Gaga escribió «Shallow» haciendo múltiples referencias a elementos relacionados con dicho final, como las aguas poco profundas, el fondo del océano, el buceo y demás. Tras haber escuchado la primera maqueta de la canción, Bradley Cooper decidió cambiar el guion y hacer que «Shallow» perteneciera a la narrativa de la relación entre Ally y Jackson. Después de ello, Gaga y Ronson concluyeron el resto de la letra enfatizando en el sentimiento de vacío de ambos ante el estrellato. En las sesiones de grabación, Wyatt y Rossomando ajustaban la melodía a los versos que Gaga y Ronson escribían usando guitarras acústicas, hasta que dieron con el clímax de la canción, cuando Gaga vocaliza. Una vez terminada lo que sería la última versión de la canción, Lukas Nelson añadió el riff inicial ya que creyó que encajaría con esta parte de la canción.
Cuando la música y la letra fueron terminadas, Gaga produjo y grabó la canción en conjunto con Benjamin Rice en los EastWest and The Village West Studios en Los Ángeles. El británico Tom Elmhirst estuvo encargado de mezclar la pista, y, según Gaga, debido a las distintas maquetas y cambios en el enfoque de la canción, Elmhirst tuvo que mezclar «Shallow» un total de 18 veces hasta que finalmente Ronson decidió que la pista incluida en el tráiler no requería más cambios. «Shallow» es una power ballad de género country rock que enfatiza en la guitarra acústica mientras Gaga y Cooper conversan a través de los versos. A lo largo de la canción se intercalan aplausos y gritos de una multitud para dar realismo al hecho de que la canción es interpretada en vivo. Su letra enfatiza en lo difíciles y dolorosas que pueden ser algunas situaciones en la vida, y en el contexto de los personajes, relata el sentimiento de vacío ante el estrellato. A pesar de que las metáforas sobre el ahogamiento no formaron parte del final de la película, Ronson asegura que aún funcionan dentro de la canción ya que «pueden existir sentimientos de ahogarse en una ruptura, ahogarse en adicciones o en sentir que tus sueños han sido destruidos».

## Recepción

### Comentarios de la crítica
«Shallow» fue ampliamente aclamada por la crítica. El escritor Jon Pareles de The New York Times señaló que la canción es «el gran éxito» de A Star Is Born, destacando que suena como una secuela directa de «Million Reasons» pero a la vez combina elementos de «Poker Face» y «Paparazzi». Asimismo, Ben Beaumont-Thomas de The Guardian sostuvo que «Shallow» consigue un «equilibrio perfecto» entre las voces y la energía de ambos artistas, describiéndola como «tórrida pero vigorosa al mismo tiempo, y sorprendentemente excepcional». Maeve McDermott de Chicago Sun-Times señaló que la canción convierte a A Star Is Born en una «obra maestra». Maura Johnston de Rolling Stone dijo que aunque la «ligeramente rasposa» voz de Cooper hace recordar a los segmentos íntimos de los artistas country, cuando Gaga entra en escena es que «Shallow» explota y se convierte «de una canción de amor, a un gran drama». Según Johnston, la vocalización de Gaga es un «triunfo vocal que será estudiado por las generaciones futuras». Brian Truitt de USA Today expresó que «es una canción pegadiza y dramática que no solo podría ganarse una nominación a los premios Óscar como Mejor Canción Original, sino que además está destinada a ser un éxito inevitable y un clásico de los karaokes». Adam Chitwood de Collider coincidió con dicha reseña y aseguró que si bien había varias canciones en la banda sonora que podrían fácilmente ganar dicho premio, «Shallow» era la mejor opción, ya que «es sumamente emocional y juega un papel importante dentro de la película».
Por otra parte, numerosos expertos consideraron a «Shallow» como uno de los temas más destacados del 2018. En su listado de las 50 mejores canciones del 2018, la revista Rolling Stone ubicó a «Shallow» en el segundo lugar, solo superada por «In My Feelings» de Drake. En su reseña, la describieron como «una clásica fantasía donde los años 1990 nunca terminaron, y es por eso que encaja perfectamente en 2018». La revista The Fader la colocó en la tercera posición de su conteo de las 100 mejores canciones del 2018, afirmando que «ninguna melodía resonó más en 2018 que la vocalización de Lady Gaga casi al final de "Shallow". El dueto entre Gaga y Cooper debutó en el tráiler de A Star Is Born e inmediatamente arrasó con Internet». Igualmente, Billboard la posicionó séptima entre su lista de las 100 mejores canciones del año, también destacando principalmente la vocalización de Gaga. Billboard también la consideró la octava mejor canción de la carrera de Gaga. Asimismo, la revista Esquire la incluyó en su artículo de las 55 mejores canciones del 2018, catalogándola como un «fenómeno cultural» por combinar armoniosamente elementos de la música country, americana y pop. El periódico The New York Times la ubicó en el puesto seis de su listado de las 65 mejores canciones del 2018, asegurando que es «una poderosa balada perfectamente calibrada». Entre otras listas de las mejores canciones del 2018, «Shallow» ubicó el puesto 26 para Elle, 41 para Pitchfork Media, 61 para Spin y 83 para Vice. El diario digital Stereogum la posicionó tercera entre las 40 mejores canciones pop del año.

### Recibimiento comercial

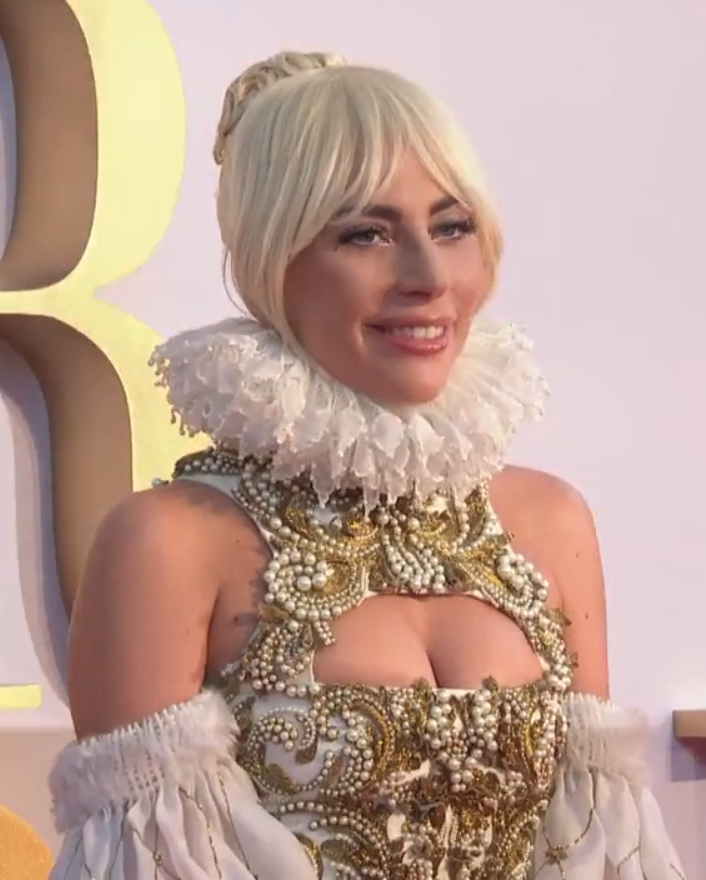
«Shallow» fue el primer número uno de Gaga en el Billboard Hot 100 en ocho años, así como su cuarto en general.

«Shallow» fue un gran éxito comercial en todo el mundo, siendo una de las canciones más exitosas de la carrera de Gaga. Solo en 2019, logró vender 10.2 millones de unidades a nivel mundial, lo que la hizo la octava canción más vendida de ese año, de acuerdo con la IFPI.
En los Estados Unidos, «Shallow» debutó en la posición 14 del Digital Songs con 12 mil copias vendidas en tan solo medio día, ya que la canción fue lanzada terminando la semana. En la semana siguiente, «Shallow» ascendió a la cima del listado con 58 mil copias vendidas, dando a Gaga su sexto tema número uno y el primero desde que «Million Reasons» lideró en febrero de 2017. También supuso el primer número uno de Cooper. Esa misma semana, la canción debutó en la casilla 28 del Billboard Hot 100, marcando el vigésimo primer éxito top 40 de Gaga y primero de Cooper. En su tercera semana, la canción volvió a liderar el Digital Songs con 72 mil copias vendidas, lo que hizo que se disparara hasta la quinta posición del Billboard Hot 100, dando a Gaga su décimo quinto top 10 y a Cooper el primero. La canción permaneció por cinco semanas consecutivas en la primera posición de Digital Songs, siendo la canción de Gaga con el reinado más largo, superando las cuatro semanas de «Just Dance» (2009), «Bad Romance» (2010) y «Born This Way» (2011).
Tras su presentación en los premios Óscar el 24 de febrero de 2019, «Shallow» ascendió desde el puesto veintiuno hasta la cima del Billboard Hot 100, marcando el cuarto número uno de Gaga y primero de Cooper. Asimismo, la canción volvió a liderar el Digital Songs por séptima semana con 115 mil copias vendidas, y subió hasta la novena posición del Streaming Songs con 27.3 millones de streams. Con todo ello, fue la primera canción ganadora del Óscar en llegar al primer lugar desde «Lose Yourself» de Eminem en 2002 y la decimoséptima en general. Esa misma semana, A Star Is Born volvió a la primera posición del Billboard 200, siendo la primera vez que una canción y una banda sonora de la misma película lideraban ambas listas de forma simultánea desde «See You Again» y Furious 7 en 2015. Con el éxito de la canción en ventas y streaming, numerosas radios, que anteriormente se negaban a reproducirla, comenzaron a mostrar interés. Finalmente, «Shallow» llegó al puesto diez del Radio Songs, siendo la undécima canción de Gaga en llegar a los diez primeros y la primera de Cooper. En el listado Pop Songs alcanzó la vigésima posición, siendo la decimoséptima canción de Gaga en ingresar a los veinte primeros y primera de Cooper. Tanto en los conteos Adult Contemporary como Adult Pop Songs ocupó la segunda casilla, siendo la mejor posición de ambos artistas en ambos conteos. El 17 de abril de 2019, «Shallow» superó la cifra de un millón de copias vendidas en los Estados Unidos. El impacto de la canción fue destacado por la revista Billboard, que señaló que las artistas femeninas estaban teniendo su mejor año desde 2011. Gracias a las diferentes remezclas que tuvo, también alcanzó la primera posición del listado Dance/Club Play Songs, dando a Gaga su décimo quinto número uno, hecho que la convirtió en la octava artista con más canciones que hayan llegado a la cima. También fue el primer número uno de Cooper. En total, la canción permaneció 45 semanas dentro del Billboard Hot 100, con lo que impuso el récord de la canción ganadora del Óscar con el mayor número de semanas en el conteo, el cual anteriormente ostentaba «Let It Go» de Idina Menzel con 33 semanas. Por otra parte, «Shallow» fue la tercera canción más exitosa del Digital Songs durante la década de los 2010 y con 10 semanas en la primera posición, la canción femenina con el reinado más largo.
En el Reino Unido, la canción debutó en la posición 13 del UK Singles Chart con 20 425 unidades vendidas. A la semana siguiente, ascendió a la sexta posición, dando a Gaga su duodécimo éxito top 10 y a Cooper el primero. «Shallow» marcó el primer sencillo de Gaga en ingresar a los diez primeros desde «Do What U Want» en 2013. En su tercera semana, alcanzó la cima del conteo, dando a Gaga su quinto número uno y a Cooper el primero. También fue su primer número uno desde «Telephone» en 2010. Esa misma semana, la banda sonora de A Star Is Born retornó al primer lugar del UK Albums Chart, con lo que Gaga y Cooper lideraron ambos conteos simultáneamente, con Gaga lográndolo por tercera ocasión. Posteriormente fue certificada por la British Phonographic Industry con cuatro discos de platino por exceder las 2.4 millones de unidades vendidas en el país, siendo la primera canción de ambos en lograrlo. Para enero de 2025, la canción vendió más de 3.6 millones de unidades en el país, además de contar con 470 millones de streams, convirtiéndose en la canción más reproducida de Gaga en el Reino Unido y en una de las más reproducidas de todos los tiempos en el país. En Irlanda, debutó en la posición 12 del listado oficial de sencillos, y a la semana siguiente se disparó a la cima, dando a Gaga su sexto éxito número uno y a Cooper el primero. Fue también la primera canción de Gaga en liderar desde «Born This Way» en 2011. En total, la canción dominó el listado por cuatro semanas consecutivas. En Francia, «Shallow» llegó hasta la tercera posición y fue certificada con disco de diamante por exceder medio millón de unidades vendidas en el país. En Austria, además de ser certificada platino, alcanzó la primera posición y se mantuvo por cuatro semanas consecutivas, mientras que en Suiza ocupó la cima por diez semanas. En Dinamarca logró ocupar la cima por nueve semanas y fue certificada triple platino por 270 mil unidades, mientras que en Bélgica ingresó al top 3, también recibiendo doble disco de platino. En Italia llegó hasta la segunda posición y fue certificada cinco veces platino por 350 mil unidades. «Shallow» también ocupó la primera posición en los listados de otros países de Europa como Croacia, Eslovaquia, Grecia, Hungría, Islandia, Letonia, Luxemburgo, Noruega, Portugal, la República Checa y Suecia, además de ingresar a los diez primeros en Alemania, Finlandia, Estonia, Israel y los Países Bajos. En España, a pesar de ser el único país europeo donde no ingresó a los diez primeros, fue certificada con cinco discos de platino por 300 mil unidades.
En Australia, «Shallow» debutó en la posición 25 y ascendió a la casilla 17 en su segunda semana. En su tercera semana, tras el estreno de A Star Is Born en el país, la canción se disparó hasta el número uno, siendo el cuarto sencillo de Gaga en llegar a la cima y el primero de Cooper. «Shallow» se mantuvo en el primer puesto durante dos semanas consecutivas más, siendo la segunda canción de Gaga con el reinado más largo, solo superada por las ocho semanas de «Poker Face» en 2009. Con todo, fue certificada con trece discos de platino por exceder las 910 mil unidades vendidas en el país. En Nueva Zelanda, debutó en la posición 18 para luego ascender al número uno en su segunda semana, dando a Gaga su tercer número uno y a Cooper el primero. La canción sería más tarde certificada triple platino por exceder las 90 mil unidades vendidas. En total, la canción ocupó la cima del listado de Australia por cuatro semanas, mientras que en Nueva Zelanda por dos.

### Reconocimientos e impacto

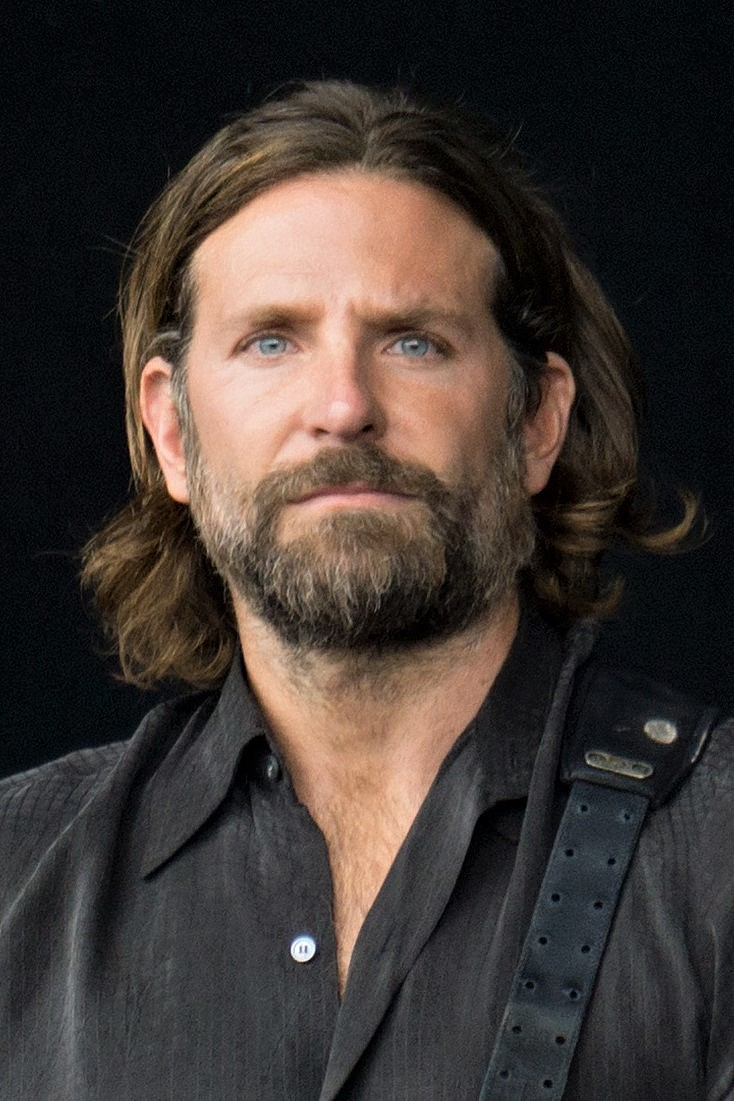
Bradley Cooper recibió su primer premio Grammy gracias a «Shallow».

«Shallow» ha sido una de las canciones más reconocidas de la carrera de Gaga, llegando a recibir más premios y condecoraciones que algunos de sus temas más exitosos como «Bad Romance» y «Born This Way». Hasta la fecha, ha acumulado más de 32 premios, siendo la canción más premiada de la que se tiene registro. Su primer galardón fue el de Mejor Canción Original para una Película en los Hollywood Music in Media Awards de 2018. Posteriormente, «Shallow» recibió variedad de reconocimientos como Mejor Canción Original entregados por las numerosas asociaciones de críticos de cine en los Estados Unidos, entre estas las de ciudades como Denver, Houston, Las Vegas y Los Ángeles, así como estatales de Georgia, Hawái y Iowa. El 6 de enero de 2019, ganó el Golden Globe como Mejor Canción Original, siendo el segundo galardón de Gaga en esta ceremonia. Más tarde, el 13 de enero, ganó el premio a la Mejor Canción en los Critics' Choice Movie Awards, también siendo el segundo galardón de Gaga en esta premiación. Posteriormente, en los premios Grammy celebrados el 11 de febrero, ganó en las categorías de Mejor Interpretación de Pop de Dúo/Grupo y Mejor Canción escrita para un Medio Audiovisual, además de haber estado nominada como Canción y Grabación del Año. Con ello, Gaga acumuló un total de nueve premios Grammy, mientras que Cooper también recibió su primer premio. A pesar de que «Shallow» se alzó con el galardón de Mejor Canción escrita para un Medio Audiovisual, Cooper no fue receptor de dicho premio puesto que no es compositor de la letra.
El 22 de febrero de 2019, recibió el galardón de Mejor Canción Original en los Satellite Awards, dando a Gaga su segundo premio en esta premiación y en esta categoría, luego de su victoria en 2016 con «Til It Happens to You». En los premios Óscar celebrados el 24 de febrero de 2019, «Shallow» ganó el galardón a la Mejor Canción Original, dando a Gaga su primer Óscar. Esa misma noche, Gaga también optó por el premio a Mejor Actriz, hecho que la hizo la primera mujer en la historia en competir simultáneamente por ambos premios. Gaga fue apenas la decimocuarta mujer en ganar el Óscar a Mejor Canción Original en los 85 años que dicha categoría ha estado vigente. Las victorias de «Shallow» en los Golden Globe, los Grammys y los Óscares, así como la de A Star Is Born en los BAFTA, hicieron de Gaga la primera mujer en la historia en ganar al menos un galardón en dichas premiaciones el mismo año.
Además de ello, expertos analizaron el éxito de «Shallow» y su impacto en la industria. La escritora Jenny Stevens de The Guardian la catalogó como «la canción determinante del 2018» y comentó que su impacto radicó en las distintas emociones que transmite la canción, como la soledad, la exclusión y el sentimiento de vacío. Stevens dijo, además, que la voz de Gaga, la cual es «cruda, gutural y poderosa», fue clave en el mensaje de la canción. Asimismo, Jillian Mapes de Pitchfork Media coincidió con el impacto de la letra en la audiencia, y afirmó que la canción estaba destinada a ser un «clásico de los karaokes». Chris Molanphy de Slate destacó el hecho de que «Shallow» llegase a la cima del Billboard Hot 100 como un «hecho sin precedentes», ya que el sonido de la canción era muy diferente a la tendencia del 2018, y esto obligó a las radios a ser más versátiles. Asimismo, sus elevados índices de streaming fueron algo poco común para un tema orientado al público adult pop. Molanphy también señaló que «Shallow» fue la primera canción de la historia que alcanzó el primer puesto de dicha lista luego de haber ganado el Óscar.

## Presentaciones en vivo

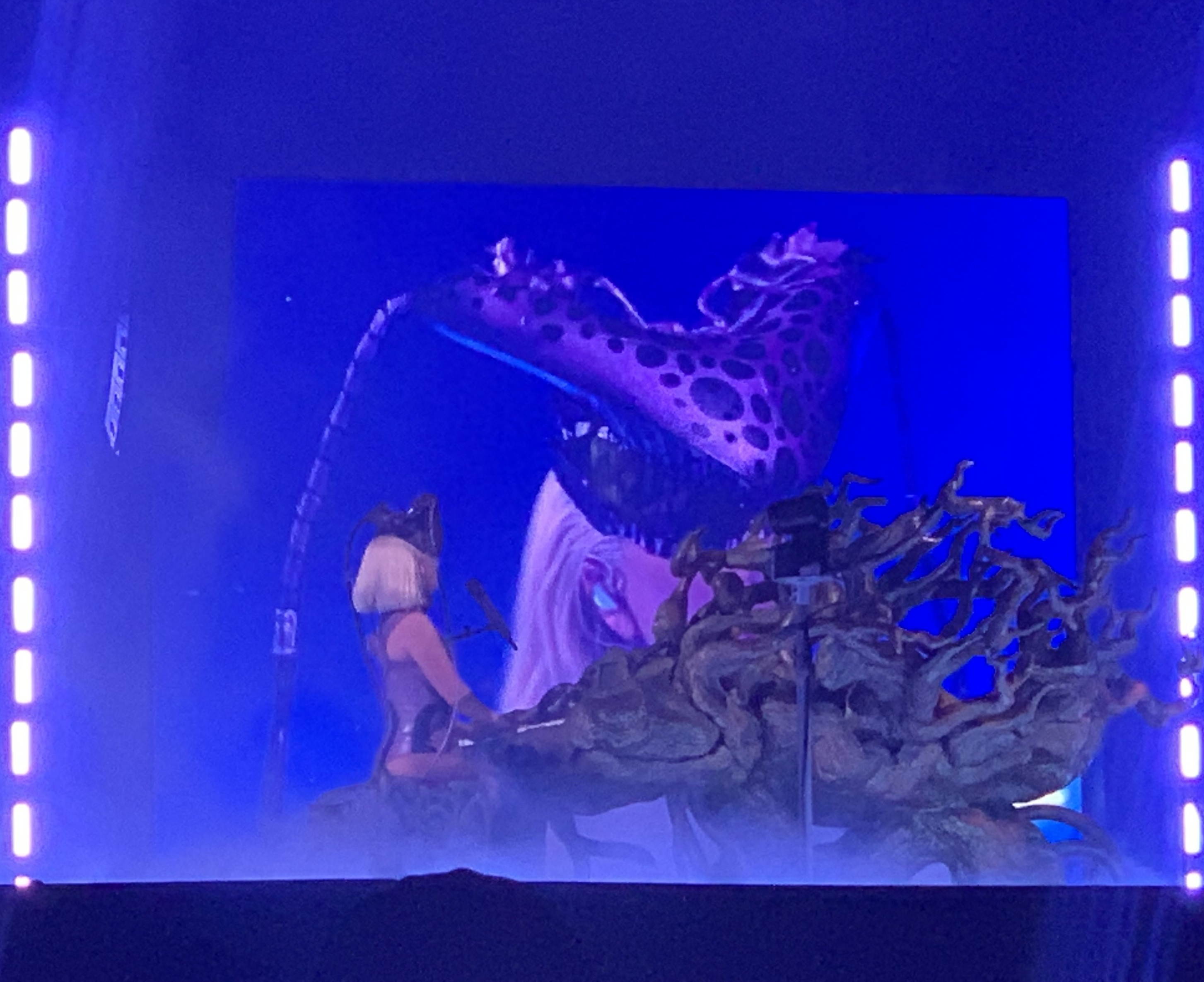
Gaga interpretando «Shallow» en su gira The Chromatica Ball.

Después de haber sido lanzada, Gaga interpretó «Shallow» en vivo por primera vez el 28 de diciembre de 2018 en Las Vegas, como parte del espectáculo inaugural de Lady Gaga: Enigma. Desde entonces, la canción ha funcionado como el encore de la residencia. El 26 de enero de 2019, fue cantada a dueto por primera vez por Gaga y Cooper, también como parte de dicha serie de conciertos, ya que Cooper era asistente esa noche. Posteriormente, Gaga la volvió a interpretar como solista el 10 de febrero de 2019 en los premios Grammy, aunque fue acompañada por los tres coescritores de la canción, quienes sirvieron como banda de soporte. Para esta presentación, la artista optó por presentarla como una canción glam rock en lugar de una balada de piano. Más tarde, el 24 de febrero de 2019, fue nuevamente interpretada a dueto por ambos en los premios Óscar. La presentación, la cual fue grabada en una toma, recibió buenos comentarios de parte de la crítica y generó gran variedad de memes, además de haber sido el momento más visto y comentado de la ceremonia.
«Shallow» de igual manera formó parte del repertorio de la gira The Chromatica Ball. El 14 de febrero de 2025, Gaga interpretó la canción en SNL 50: The Homecoming Concert, un evento especial realizado en el Radio City Music Hall de Nueva York para celebrar el 50º aniversario de Saturday Night Live. El concierto, que contó con la conducción de Jimmy Fallon, fue transmitido en vivo por Peacock y proyectado en cines seleccionados de Regal Cinemas en los Estados Unidos.

## Versiones de otros artistas
Los cantantes y actores estadounidenses Lea Michele y Darren Criss versionaron «Shallow» durante uno de sus conciertos en Las Vegas el 26 de octubre de 2018 como parte de su LM/DC Tour. Más tarde, Lewis Capaldi interpretó una versión acústica como parte del segmento Live Lounge de BBC Radio 1 el 14 de noviembre. El 6 de febrero de 2019, Alicia Keys y James Corden cantaron una parodia de la canción en The Late Late Show with James Corden realizando múltiples referencias a la noticia de que Keys sería la anfitriona de los premios Grammy más tarde ese mes. La comediante estadounidense Melissa Villaseñor también realizó dos parodias para el programa Saturday Night Live durante los episodios emitidos el 9 y 16 de febrero. Kelly Clarkson también realizó su propia versión de la canción durante un concierto en Green Bay el 15 de febrero de 2019 como parte de su Meaning of Life Tour. El 28 de ese mes, Tori Kelly y Ally Brooke cantaron el tema como teloneras de Clarkson. El cantante y actor Nick Jonas publicó en Instagram una versión acústica de la canción. El 9 de abril, la rapera Lizzo cantó una versión acústica para la radio SiriusXM. El 26 del mismo mes, el grupo KEiiNO, representantes de Noruega en el Festival de la Canción de Eurovisión 2019, publicaron su propia versión de la canción en YouTube, esta vez con un enfoque más eurodance. El 15 de mayo, Tamta y Lake Malawi, representantes de Chipre y República Checa en dicho festival, interpretaron una versión acústica de la canción tras los ensayos en Tel Aviv, Israel.
El 19 de mayo de 2019, los cantantes brasileños Paula Fernandes y Luan Santana lanzaron como sencillo su propia versión de la canción adaptada al portugués, titulada «Juntos». Dicha adaptación fue ampliamente criticada por los medios y el público de Brasil luego de haber sido revelada, ya que estos consideraron que la letra no tenía sentido y perdía la esencia del tema original. Debido a esto, fragmentos de la letra de la versión se convirtieron en memes a lo largo del país, siendo utilizado incluso por marcas como Burger King, Coca-Cola, McDonald's, Pizza Hut y Subway, además de los canales Cartoon Network y TNT. Al respecto, Paula Fernandes, quien fue la encargada de escribir la nueva versión, aseguró que la misma Gaga autorizó la canción y alegó que «realicé una adaptación, no una traducción». A pesar de todo, en su semana estreno, «Juntos» fue la canción más buscada de Brasil en Google, mientras que su vídeo lírico fue el más visto en YouTube. Además, estuvo entre las quince más escuchadas de Spotify. La Pro-Música Brasil (PMB) la certificó con disco de platino por exceder las 80 mil unidades vendidas en el país. Por otra parte, el grupo Pentatonix incluyó «Shallow» en el repertorio de su gira Pentatonix: The World Tour y el 31 de mayo lanzaron el videoclip oficial de su versión. El 23 de marzo de 2020, los cantantes de música country Garth Brooks y Trisha Yearwood interpretaron una versión de la canción durante un concierto transmitido por Facebook, el cual fue visto por 3.4 millones de personas en vivo al momento del dueto.

## Posicionamiento en listas

### Semanales
| Alemania          | German Singles Chart        | 4  |
| Argentina         | Billboard Argentina Hot 100 | 39 |
| Australia         | Australian Singles Chart    | 1  |
| Austria           | Ö3 Austria Top 40           | 1  |
| Bélgica (Flandes) | Ultratop 50                 | 8  |
| Bélgica (Valonia) | Ultratop 40                 | 2  |
| Canadá            | Canadian Hot 100            | 1  |
| Croacia           | Airplay Radio Chart         | 1  |
| Dinamarca         | Danish Singles Chart        | 1  |
| Escocia           | Scottish Singles Chart      | 1  |
| Eslovaquia        | Singles Digitál Top 100     | 1  |
| España            | Top 50 Canciones            | 11 |
| Estados Unidos    | Billboard Hot 100           | 1  |
| Estados Unidos    | Digital Songs               | 1  |
| Estados Unidos    | Radio Songs                 | 10 |
| Estados Unidos    | Streaming Songs             | 9  |
| Estados Unidos    | Pop Songs                   | 19 |
| Estados Unidos    | Adult Pop Songs             | 2  |
| Estados Unidos    | Adult Contemporary          | 2  |
| Estados Unidos    | Dance/Club Play Songs       | 1  |
| Estonia           | Eesti Tipp-40               | 5  |
| Finlandia         | Finnish Singles Chart       | 9  |
| Francia           | French Singles Chart        | 3  |
| Grecia            | Digital Singles Chart       | 2  |
| Hungría           | Single (Track) Top 10       | 1  |
| Irlanda           | Irish Singles Chart         | 1  |
| Islandia          | Tonlist                     | 1  |
| Israel            | Weekly Parade 10            | 2  |
| Italia            | Top Singoli                 | 2  |
| Japón             | Japan Hot 100               | 29 |
| Letonia           | Latvijas Top 40             | 1  |
| Luxemburgo        | Luxembourg Digital Songs    | 1  |
| Malasia           | RIM Top 20 Chart            | 5  |
| México            | México Airplay Chart        | 10 |
| Noruega           | VG-lista                    | 1  |
| Nueva Zelanda     | NZ Top 40 Singles Chart     | 1  |
| Países Bajos      | Single Top 100              | 5  |
| Portugal          | Portuguese Singles Chart    | 1  |
| Reino Unido       | UK Singles Chart            | 1  |
| República Checa   | Singles Digitál Top 100     | 1  |
| Suecia            | Sverigetopplistan           | 1  |
| Suiza             | Swiss Singles Chart         | 1  |

### Sucesión en listas
| Predecesor: «Killshot» de Eminem                     | Digital Songs — Sencillo número 1 12 de octubre de 2018 — 10 de noviembre de 2018            | Sucesor: «Thank U, Next» de Ariana Grande                  |
| Predecesor: «Promises» de Calvin Harris y Sam Smith  | Irish Singles Chart — Sencillo número 1 12 de octubre de 2018 — 9 de noviembre de 2018       | Sucesor: «Thank U, Next» de Ariana Grande                  |
| Predecesor: «In My Mind» de Dynoro y Gigi D'Agostino | Swiss Singles Chart — Sencillo número 1 14 de octubre de 2018 — 2 de diciembre de 2018       | Sucesor: «Sweet but Psycho» de Ava Max                     |
| Predecesor: «In My Mind» de Dynoro y Gigi D'Agostino | Singles Digitál Top 100 — Sencillo número 1 18 de octubre de 2018 — 31 de octubre de 2018    | Sucesor: «I'll Never Love Again» de Lady Gaga              |
| Predecesor: «In My Mind» de Dynoro y Gigi D'Agostino | Single (Track) Top 10 — Sencillo número 1 18 de octubre de 2018 — 16 de noviembre de 2018    | Sucesor: «In My Mind» de Dynoro y Gigi D'Agostino          |
| Predecesor: «Shotgun» de George Ezra                 | Australian Singles Chart — Sencillo número 1 29 de octubre de 2018 — 14 de noviembre de 2018 | Sucesor: «Thank U, Next» de Ariana Grande                  |
| Predecesor: «In My Mind» de Dynoro y Gigi D'Agostino | Ö3 Austria Top 40 — Sencillo número 1 29 de octubre de 2018 — 30 de noviembre de 2018        | Sucesor: «Perfekt» de Raf Camora y AriBeatz                |
| Predecesor: «Shotgun» de George Ezra                 | NZ Top 40 Singles Chart — Sencillo número 1 5 de noviembre de 2018 — 19 de noviembre de 2018 | Sucesor: «Thank U, Next» de Ariana Grande                  |
| Predecesor: «Promises» de Calvin Harris y Sam Smith  | UK Singles Chart — Sencillo número 1 1 de noviembre de 2018 — 19 de noviembre de 2018        | Sucesor: «Thank U, Next» de Ariana Grande                  |
| Predecesor: «Sweet but Psycho» de Ava Max            | Sverigetopplistan — Sencillo número 1 5 de noviembre de 2018 — 7 de diciembre de 2018        | Sucesor: «All I Want for Christmas Is You» de Mariah Carey |
| Predecesor: «7 Rings» de Ariana Grande               | Canadian Hot 100 — Sencillo número 1 1 de marzo de 2019 — 8 de marzo de 2019                 | Sucesor: «Sucker» de Jonas Brothers                        |
| Predecesor: «7 Rings» de Ariana Grande               | Billboard Hot 100 — Sencillo número 1 1 de marzo de 2019 — 8 de marzo de 2019                | Sucesor: «Sucker» de Jonas Brothers                        |

### Anuales
| Australia      | Australian Singles Chart | 53 |
| Austria        | Ö3 Austria Top 40        | 33 |
| Estados Unidos | Digital Songs            | 38 |
| Hungría        | Single (Track) Top 10    | 8  |
| Irlanda        | Irish Singles Chart      | 27 |
| Israel         | Galgalatz Top 40         | 3  |
| Italia         | Top Singoli              | 99 |
| Países Bajos   | Single Top 100           | 69 |
| Reino Unido    | UK Singles Chart         | 87 |
| Suecia         | Sverigetopplistan        | 29 |
| Suiza          | Swiss Singles Chart      | 22 |

| Alemania          | German Singles Chart     | 16 |
| Australia         | Australian Singles Chart | 9  |
| Austria           | Ö3 Austria Top 40        | 14 |
| Bélgica (Flandes) | Ultratop 50              | 17 |
| Bélgica (Valonia) | Ultratop 40              | 11 |
| Canadá            | Canadian Hot 100         | 6  |
| Dinamarca         | Danish Singles Chart     | 2  |
| España            | Top 50 Canciones         | 40 |
| Estados Unidos    | Billboard Hot 100        | 19 |
| Estados Unidos    | Digital Songs            | 2  |
| Estados Unidos    | Radio Songs              | 22 |
| Estados Unidos    | Streaming Songs          | 65 |
| Estados Unidos    | Adult Pop Songs          | 11 |
| Estados Unidos    | Adult Contemporary       | 2  |
| Estados Unidos    | Dance/Club Play Songs    | 36 |
| Francia           | French Singles Chart     | 12 |
| Hungría           | Single (Track) Top 10    | 1  |
| Irlanda           | Irish Singles Chart      | 7  |
| Italia            | Top Singoli              | 22 |
| Letonia           | Latvijas Top 40          | 20 |
| Noruega           | VG-lista                 | 2  |
| Nueva Zelanda     | NZ Top 40 Singles Chart  | 8  |
| Países Bajos      | Single Top 100           | 28 |
| Reino Unido       | UK Singles Chart         | 20 |
| Suecia            | Sverigetopplistan        | 3  |
| Suiza             | Swiss Singles Chart      | 1  |

| \| Australia \| Australian Singles Chart[153] \| 61 \| \| Dinamarca \| Danish Singles Chart[154] \| 62 \| \| Francia \| French Singles Chart[155] \| 103 \| \| Italia \| Top Singoli[156] \| 99 \| \| Reino Unido \| UK Singles Chart[157] \| 65 \| \| Suecia \| Sverigetopplistan[158] \| 72 \| \| Suiza \| Swiss Singles Chart[159] \| 24 \| |                          |                |
| País | Lista                    | Mejor posición |
| 2020 |                          |                |
| Australia | Australian Singles Chart | 61             |
| Dinamarca | Danish Singles Chart     | 62             |
| Francia | French Singles Chart     | 103            |
| Italia | Top Singoli              | 99             |
| Reino Unido | UK Singles Chart         | 65             |
| Suecia | Sverigetopplistan        | 72             |
| Suiza | Swiss Singles Chart      | 24             |

### Decenales
| Australia      | Australian Singles Chart | 99 |
| Estados Unidos | Digital Songs            | 3  |
| Israel         | Weekly Parade 100        | 9  |
| Noruega        | VG-lista                 | 12 |

### Históricos
| País              | Lista                    | Mejor posición |
| ----------------- | ------------------------ | -------------- |
| Australia         | Australian Singles Chart | 7              |
| Austria           | Ö3 Austria Top 40        | 30             |
| Bélgica (Flandes) | Ultratop 50              | 141            |
| Bélgica (Valonia) | Ultratop 40              | 221            |
| Francia           | French Singles Chart     | 108            |
| Italia            | Top Singoli              | 428            |
| Noruega           | VG-lista                 | 20             |
| Nueva Zelanda     | NZ Top 40 Singles Chart  | 15             |
| Países Bajos      | Single Top 100           | 75             |
| Suecia            | Sverigetopplistan        | 20             |
| Suiza             | Swiss Singles Chart      | 1              |

### Certificaciones
| País           | Organismo certificador | Certificación | Ventas certificadas | Ref.          |
| -------------- | ---------------------- | ------------- | ------------------- | ------------- |
| Alemania       | BVMI                   | Platino       | 400 000             | [ 164 ]       |
| Australia      | ARIA                   | 16× Platino   | 1 120 000           | [ 67 ]        |
| Austria        | IFPI — Austria         | Platino       | 30 000              | [ 56 ]        |
| Bélgica        | BEA                    | 3× Platino    | 120 000             | [ 59 ]        |
| Brasil         | ABPD                   | 8× Diamante   | 1 280 000           | [ 165 ]       |
| Canadá         | CRIA                   | 8× Platino    | 640 000             | [ 166 ]       |
| Dinamarca      | IFPI — Dinamarca       | 5× Platino    | 450 000             | [ 58 ]        |
| España         | PROMUSICAE             | 5× Platino    | 300 000             | [ 65 ]        |
| Estados Unidos | RIAA                   | 4× Platino    | 4 000               | [ 167 ]       |
| Francia        | SNEP                   | Diamante      | 500 000             | [ 54 ]        |
| Italia         | FIMI                   | 6× Platino    | 600 000             | [ 61 ]        |
| Noruega        | IFPI — Noruega         | 8× Platino    | 480 000             | [ 168 ]       |
| Nueva Zelanda  | RMNZ                   | 3× Platino    | 90 000              | [ 69 ]        |
| Polonia        | ZPAV                   | 2× Diamante   | 500 000             | [ 169 ]       |
| Portugal       | AFP                    | 6× Platino    | 120 000             | [ 170 ]       |
| Reino Unido    | BPI                    | 5× Platino    | 3 600 000           | [ 50 ] [ 49 ] |
| Suecia         | GLF                    | 8× Platino    | 640 000             | [ 171 ]       |
| Suiza          | IFPI — Suiza           | 2× Platino    | 40 000              | [ 172 ]       |

## Premios y nominaciones
Tras su lanzamiento, «Shallow» recibió gran variedad de premios y reconocimientos por parte de revistas, asociaciones de críticos y demás medios. A continuación, una lista con todos los premios y nominaciones que ha obtenido:
| Año  | Premiación                                         | Categoría                                       | Resultado | Ref.           |
| ---- | -------------------------------------------------- | ----------------------------------------------- | --------- | -------------- |
| 2018 | Hollywood Music in Media Awards                    | Mejor Canción Original - Largometraje           | Ganador   | [ 173 ] [ 71 ] |
| 2018 | Digital Spy Reader Awards                          | Mejor Canción                                   | Ganador   | [ 174 ]        |
| 2019 | American Music Awards                              | Colaboración del Año                            | Nominado  | [ 175 ]        |
| 2019 | Billboard Music Awards                             | Canción más vendida                             | Nominado  | [ 176 ]        |
| 2019 | BMI Film TV & Visual Media Awards                  | Ganador del Academy Award                       | Ganador   | [ 177 ]        |
| 2019 | Bruin Film Society Awards                          | Mejor Canción Original                          | Ganador   | [ 178 ]        |
| 2019 | Capri Hollywood International Film Festival Awards | Mejor Canción Original                          | Ganador   | [ 179 ]        |
| 2019 | Critics' Choice Movie Awards                       | Mejor Canción                                   | Ganador   | [ 8 ]          |
| 2019 | Danish Music Awards                                | Éxito Internacional del Año                     | Ganador   | [ 180 ]        |
| 2019 | Denver Film Critics Society Awards                 | Mejor Canción Original                          | Ganador   | [ 72 ]         |
| 2019 | GAFFA-Prissen Noruega                              | Éxito internacional del año                     | Nominado  | [ 181 ]        |
| 2019 | GAFFA-Prissen Suecia                               | Éxito internacional del año                     | Ganador   | [ 182 ]        |
| 2019 | Georgia Film Critics Association Awards            | Mejor Canción Original                          | Ganador   | [ 183 ]        |
| 2019 | Gold Derby Awards                                  | Mejor Canción Original                          | Ganador   | [ 184 ]        |
| 2019 | Golden Globe Awards                                | Mejor Canción Original                          | Ganador   | [ 7 ]          |
| 2019 | Grand Prix Sacem                                   | Grabación Internacional del Año                 | Ganador   | [ 185 ]        |
| 2019 | Guild of Music Supervisors Awards                  | Mejor Canción creada para una película          | Ganador   | [ 186 ]        |
| 2019 | Hawaii Film Critics Society Awards                 | Mejor Canción                                   | Ganador   | [ 187 ]        |
| 2019 | Houston Film Critics Society Awards                | Mejor Canción Original                          | Ganador   | [ 73 ]         |
| 2019 | Iowa Film Critics Society Awards                   | Mejor Canción                                   | Ganador   | [ 188 ]        |
| 2019 | Las Vegas Film Critics Society Awards              | Mejor Canción                                   | Ganador   | [ 189 ]        |
| 2019 | Latino Entertainment Film Awards                   | Mejor Canción escrita para una Película         | Ganador   | [ 190 ]        |
| 2019 | Letterboxd Community Awards                        | Mejor Canción Original                          | Ganador   | [ 191 ]        |
| 2019 | Los Ángeles Online Film Critics Society Awards     | Mejor Canción Original                          | Ganador   | [ 192 ]        |
| 2019 | MTV Millennial Awards                              | Éxito global                                    | Nominado  | [ 193 ]        |
| 2019 | MTV Millennial Awards (Brasil)                     | Éxito global                                    | Ganador   | [ 194 ]        |
| 2019 | MTV Movie & TV Awards                              | Mejor Momento Musical                           | Ganador   | [ 195 ]        |
| 2019 | MTV Video Music Awards                             | Canción del Año                                 | Nominado  | [ 196 ]        |
| 2019 | MTV Video Music Awards                             | Mejor Colaboración                              | Nominado  | [ 196 ]        |
| 2019 | Music City Film Critics Association Awards         | Mejor Canción                                   | Ganador   | [ 197 ]        |
| 2019 | NBP Film Awards                                    | Mejor Canción Original                          | Ganador   | [ 198 ]        |
| 2019 | NBP Film Community Awards                          | Mejor Canción Original                          | Ganador   | [ 198 ]        |
| 2019 | NRJ Music Awards                                   | Canción Internacional del Año                   | Nominado  | [ 199 ]        |
| 2019 | NRJ Music Awards                                   | Colaboración Internacional del Año              | Ganador   | [ 199 ]        |
| 2019 | Online Film & Television Association Awards        | Mejor Canción Original                          | Ganador   | [ 200 ]        |
| 2019 | Premios Grammy                                     | Canción del año                                 | Nominada  | [ 10 ]         |
| 2019 | Premios Grammy                                     | Grabación del año                               | Nominada  | [ 10 ]         |
| 2019 | Premios Grammy                                     | Mejor canción escrita para un medio audiovisual | Ganadora  | [ 10 ]         |
| 2019 | Premios Grammy                                     | Mejor interpretación de pop de dúo o grupo      | Ganadora  | [ 10 ]         |
| 2019 | Premios Óscar                                      | Mejor Canción Original                          | Ganador   | [ 9 ]          |
| 2019 | Phoenix Film Critics Society Awards                | Mejor Canción Original                          | Ganador   | [ 201 ]        |
| 2019 | Rockbjörnen Awards                                 | Canción Internacional del Año                   | Ganador   | [ 202 ]        |
| 2019 | Satellite Awards                                   | Mejor Canción Original                          | Ganador   | [ 203 ]        |
| 2019 | Teen Choice Awards                                 | Mejor Colaboración                              | Nominado  | [ 204 ]        |
| 2019 | Teen Choice Awards                                 | Mejor Canción de una Película                   | Nominado  | [ 204 ]        |
| 2019 | The Film Art Awards                                | Mejor Canción Original o Adaptada               | Ganador   | [ 205 ]        |
| 2019 | The Film Society Awards                            | Mejor Canción Original                          | Ganador   | [ 206 ]        |
| 2019 | World Soundtrack Awards                            | Mejor Canción Original Escrita para un Filme    | Ganador   | [ 207 ]        |
| 2020 | APRA Awards                                        | Obra Internacional más Interpretada             | Ganador   | [ 208 ]        |
| 2020 | ASCAP Pop Music Awards                             | Canción más Interpretada                        | Ganador   | [ 209 ]        |
| 2020 | BMI Pop Awards                                     | Reconocimiento especial                         | Ganador   | [ 210 ]        |
| 2020 | Dorian Awards                                      | Presentación del Año                            | Ganador   | [ 211 ]        |
| 2020 | Gold Derby Awards                                  | Mejor Canción Original de la Década 2010        | Ganador   | [ 212 ]        |
| 2020 | Swiss Music Awards                                 | Mejor Éxito Internacional                       | Ganador   | [ 213 ]        |